# Sherlock Holmes
Sherlock Holmes is een fictieve detective uit de verhalen van de laat-19de-eeuwse, vroeg-20ste-eeuwse schrijver en arts Sir Arthur Conan Doyle. De scherpzinnige speurder behoort inmiddels tot de bekendste personages ter wereld.
Holmes is vooral bekend vanwege zijn intelligentie, en zijn vermogen bij het oplossen van complexe en mysterieuze misdaden belangrijke conclusies te deduceren uit kleine, vaak schijnbaar onbelangrijke, aanwijzingen.

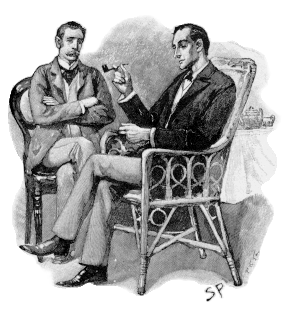
Dr. Watson (links) en Sherlock Holmes (rechts)

## Biografie

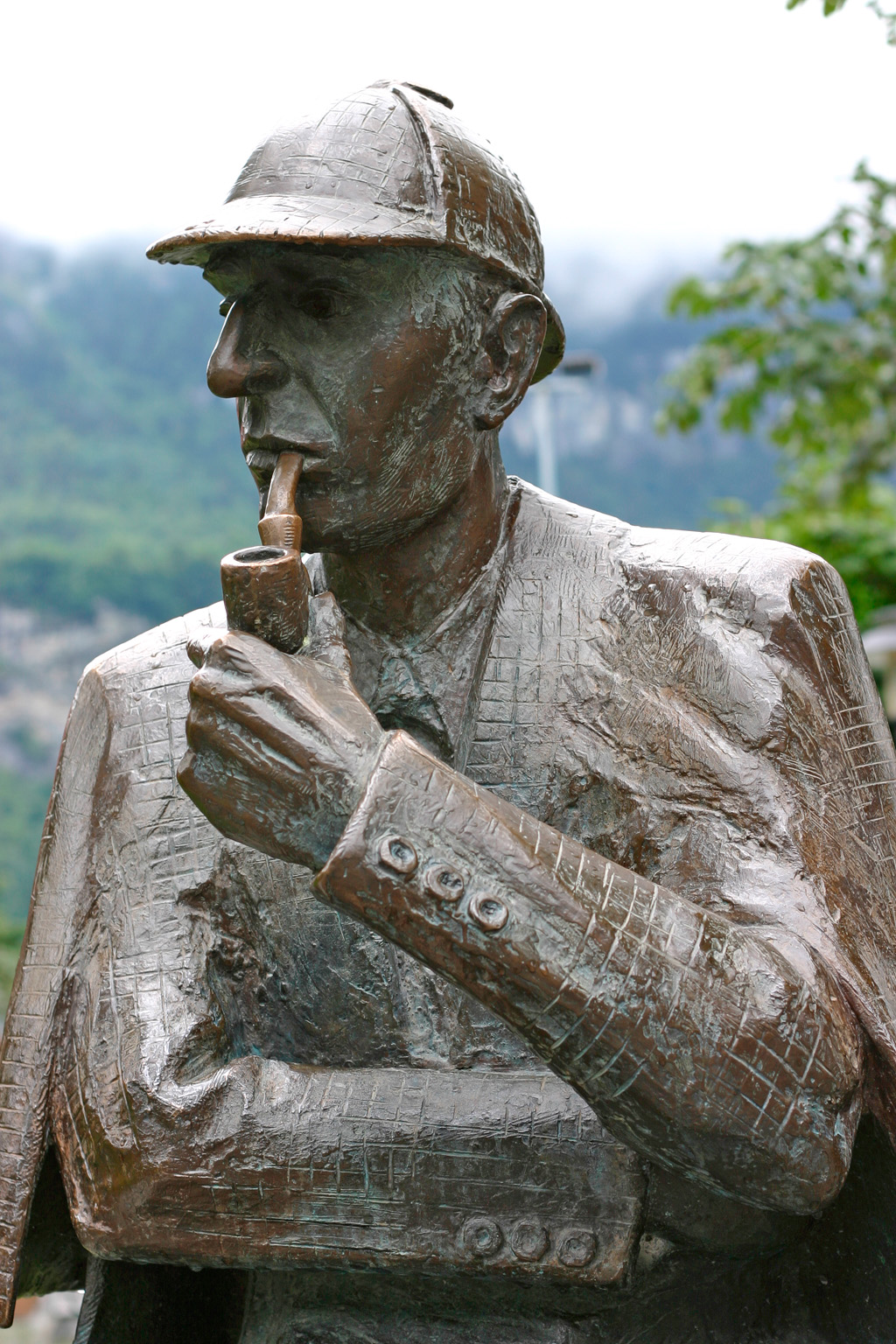
Standbeeld van Sherlock Holmes in Meiringen, Zwitserland

Over Holmes' leven van voor de verhalen is maar weinig bekend. Gezien zijn leeftijd in het verhaal His Last Bow kan worden geconcludeerd dat hij ergens in het jaar 1854 geboren moet zijn. De zesde januari wordt door de meesten gezien als zijn verjaardag.
In het eerste Holmesverhaal, A Study in Scarlet, wordt iets verteld over Holmes' achtergrond. Op 4 maart 1887 wordt hij gepresenteerd als een onafhankelijke scheikundestudent met een scala aan bijzondere interesses die er in combinatie voor zorgen dat hij een superieur misdaadoplosser wordt (hoewel vioolspelen en pijproken er waarschijnlijk weinig mee van doen hebben). In een ander vroeg Holmesverhaal, The Gloria Scott, zien we zijn eerste zaak en horen we dat hij detective is geworden omdat de vader van een vriend hem gecomplimenteerd had met zijn vaardigheid in deduceren.
Er wordt ook maar weinig vermeld over Holmes' familie. Zijn ouders worden nooit genoemd, en volgens eigen zeggen zijn zijn voorouders van voorname komaf. Wat wel bekend is, is dat hij een oudere broer heeft genaamd Mycroft, die in drie verhalen verschijnt: The Greek Interpreter, The Final Problem en The Bruce-Partington Plans.
Holmes brengt het grootste gedeelte van zijn carrière als detective door met zijn goede vriend Dr. Watson. Samen wonen ze in een appartement aan 221B Baker Street. Watson trekt tijdelijk uit het appartement na zijn huwelijk in 1887, maar keert weer terug na de dood van zijn vrouw. Zijn hospita is Mrs. Hudson, met wie Holmes vaak onenigheid heeft vanwege de chaos in zijn appartement.
Holmes is in totaal 23 jaar werkzaam als detective. Conan Doyle kreeg zelf genoeg van Holmes en wilde meer tijd besteden aan zijn aan tbc lijdende echtgenote. Bovendien was hij eigenlijk meer geïnteresseerd in het genre van de historische roman. De liefhebbers van zijn werk wilden echter meer verhalen en Doyle loste dat probleem op door The Final Problem te schrijven, waarin Holmes in een gevecht met zijn aartsvijand professor Moriarty om het leven komt. Beiden vallen in Zwitserland in de kloof van de Reichenbachwaterval. Het bleef daarna enige tijd stil. Wegens aanhoudende druk van zijn lezers schreef Doyle in 1901 nog De hond van de Baskervilles (dat verhaal speelt zich echter af vóór The Final Problem). Uiteindelijk besloot hij in 1903 Holmes nieuw leven in te blazen. Holmes blijkt zijn val overleefd te hebben en keert drie jaar later terug naar Londen, na eerst door onder andere Tibet te hebben gereisd.
In 1903 gaat Holmes officieel met pensioen en trekt hij zich terug als imker in Sussex Downs. Hij kan het echter niet laten af en toe toch nog detectivewerk te doen. Wanneer hij is overleden, is onbekend.

## Kennis en vaardigheden

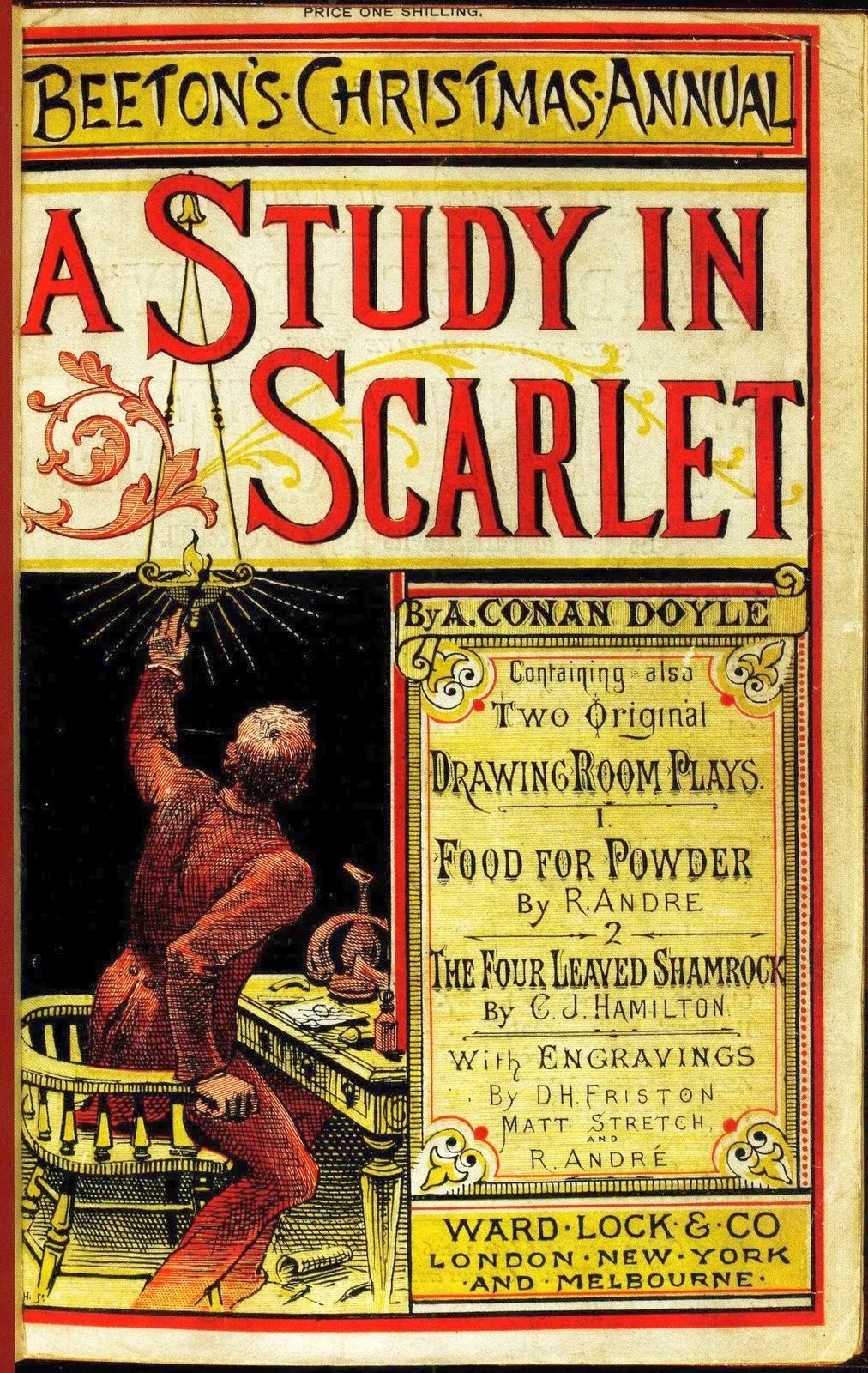
A Study in Scarlet in Beeton's Christmas Annual (1887)

Holmes' specialisme is het oplossen van ongewone zaken, waarbij hij zijn talent voor minutieuze observaties en het trekken van conclusies daaruit gebruikt.
Zo onderzoekt hij een oude hoed. Watson ziet er niets bijzonders aan, maar Holmes concludeert dat "de eigenaar zeer intellectueel is, ooit financieel goed af was in de laatste drie jaar, hoewel hij het nu moeilijk heeft; eens had hij een vooruitziende blik, maar nu minder; wat wijst op een morele achteruitgang, waarschijnlijk veroorzaakt door drankzucht; en zijn vrouw houdt duidelijk niet meer van hem." (The adventure of the blue carbuncle).
Holmes beschrijft zichzelf als een "consulting detective", wat betekende dat de mensen en vaak ook Scotland Yard hem opzochten in zijn flat, 221B Baker Street, Londen, om hem om raad te vragen.
Holmes beschikt over uitgebreide kennis op verschillende gebieden. Hij richt zich echter alleen op het vergaren van kennis die direct van toepassing is op zijn werk als detective, en zo min mogelijk op andere zaken, omdat hij van mening is dat door nutteloze dingen weg te laten zijn brein zich meer kan richten op de echt belangrijke zaken. Zo blijkt hij in A Study in Scarlet niet te weten dat de aarde om de zon draait, tot grote verbazing van Watson. Volgens Watson is Holmes vooral thuis op het gebied van chemie, sensationalisme, anatomie, botanie en de Britse wet.
Holmes is bedreven in verschillende vormen van vechten, zowel gewapend als ongewapend. Hij en Watson gebruiken af en toe pistolen. Verder vecht Holmes soms met zijn wandelstok, of gewoon met zijn blote vuisten. Volgens Watson kan Holmes ook goed zwaardvechten, maar dat wordt in geen van de verhalen getoond.
Holmes is ook een ervaren acteur en gebruikt geregeld vermommingen. Verder speelt hij viool.

## Persoonlijkheid
Holmes omschrijft zijn levensstijl als die van een bohemien. Volgens Watson is Holmes vrij excentriek. Zijn appartement lijkt voor de meeste buitenstaanders een puinhoop, omdat het vol ligt met documenten en spullen, maar Holmes kan altijd precies vinden wat hij nodig heeft. In tegenstelling tot wat zijn rommelige appartement doet denken, draagt Holmes hygiëne hoog in het vaandel. Zijn kleding is altijd keurig in orde. De zo met Holmes geassocieerde deerstalker (jachtpet) zal hij in Londen derhalve niet gedragen hebben: volgens de Engelse herenmode hoort de pet, evenals tweedkleding, alleen op het platteland te worden gedragen. Illustrator Sidney Paget beeldt Holmes in de stad vaak eerder af in zwart kostuum met hoge hoed.
Holmes houdt er enkele soms vreemde eigenschappen op na. Als hij met een belangrijk onderzoek bezig is, eet hij vaak enkele dagen niet, omdat honger volgens hem zijn brein stimuleert. Hij wordt in veel verhalen neergezet als een patriot, die handelt uit naam van de overheid of voor de nationale veiligheid. Zijn houding lijkt soms arrogant, maar op een aanvaardbare manier. Hij kan kalm blijven in zelfs de meest gespannen situaties. Hij acht de meeste politiedetectives niet echt hoog, en houdt ervan ze versteld te laten staan door zaken op te lossen die zij al hadden opgegeven. Holmes is er echter niet op uit beroemd te worden met het oplossen van zaken, en laat dan ook geregeld de politie met de eer lopen. In principe doet Holmes zijn werk meer omwille van de uitdaging dan de vergoeding die het oplevert. Menigmaal vraagt hij geen beloning (of in elk geval niet in geld), al zijn er ook voorbeelden waar hij dit wel doet: in The Adventure of the Priory School neemt hij een cheque van £6000,- aan bij wijze beloning en zwijggeld, terwijl hij jaren eerder in The Final Problem opmerkt dat enkele zaken die hij voor regeringen en koningshuizen heeft opgelost hem genoeg vermogen hebben opgeleverd om niet per se te hoeven werken.
Holmes rookt veel, vooral pijp, maar soms ook sigaretten of sigaren. Verder gebruikt hij drugs, met name cocaïne (een zevenprocentoplossing). Dit lijkt voor de hedendaagse lezer vreemd, maar in de 19de eeuw was cocaïne nog legaal. Dit drugsgebruik wordt in veel films over het personage echter weggelaten. Wanneer Watson hem echter een keer in een opiumkit aantreft, geeft Holmes nadrukkelijk aan hier alleen maar undercover te zijn voor een zaak en deze drug nooit te gebruiken.
De enige vrouw voor wie Holmes ooit belangstelling heeft gehad, is Irene Adler, aan wie hij vaak refereert als 'DE Vrouw'. Ze verschijnt enkel in het verhaal A Scandal in Bohemia, maar er wordt in andere verhalen ook over haar gesproken. Dr. Watson laat in datzelfde verhaal echter al in de eerste alinea's weten dat Holmes geen liefde of een dergelijke emotie voelde voor de dame. Dat paste niet in zijn koude, overrationele levenswijze. In enkele verhalen spreekt Holmes zelfs wantrouwen jegens vrouwen in het algemeen uit.

## Nevenpersonages
Terugkerende figuren in de verhalen zijn naast Holmes en Watson ook Holmes' broer, Mycroft, en Holmes' aartsvijand, professor Moriarty. Ook de groep straatkinderen die Holmes gebruikt voor hand-en-spandiensten, de "Baker Street Irregulars", komt in verschillende verhalen voor. Mycroft werkt voor de Engelse regering en is volgens Holmes zelf nog veel slimmer dan hij, maar te lui om er zelf op uit te gaan. Moriarty is een hoogleraar in de wiskunde en een geniale misdadiger. Natuurlijk zien we ook andere individuen vaker terugkomen in de canon, zoals de hospita, Mrs. Hudson, en de inspecteur van Scotland Yard, Inspecteur Lestrade, die de eer krijgt van de zaken die Holmes heeft opgelost.

## Plaats in de detectiveliteratuur en epigonen
Een populaire mythe is dat de figuur van Sherlock Holmes de grondlegger was van een heel genre van moordmysteries, maar dit genre bestond toch ook al voor Holmes. In het eerste Sherlock Holmesverhaal A Study in Scarlet, merkt Holmes' vriend Dr. Watson al op dat Holmes hem doet denken aan C. Auguste Dupin (een intelligente speurder in de verhalen van Edgar Allan Poe). Holmes is niet blij met deze vergelijking. Hij beschouwt Dupin als een inferior fellow (een inferieure kerel).
Veel fictieve detectives hebben Holmes' logische methoden geïmiteerd, zoals Agatha Christies Hercule Poirot, Patricia Wentworths Miss Silver, Ellery Queen, Perry Mason, Columbo, Dick Tracy en zelfs de stripheld Batman.

## Museum
De Sherlock Holmes Society of England verwierf een pand in Baker Street en opende daar in 1990 het Sherlock Holmes Museum. Hoewel het pand oorspronkelijk het huisnummer 239 had, wist de Society van de City of Westminster toestemming te krijgen om het huisnummer te veranderen in 221B. Het pand werd ingericht zoals men zich voorstelde dat het huishouden van Sherlock Holmes, Dr. Watson en Mrs. Hudson geweest moet zijn.

## Media

### Verhalen
Conan Doyle schreef vier boeken en 56 korte verhalen over Sherlock Holmes. Deze verzameling staat onder liefhebbers bekend als 'de canon'. De meeste van deze verhalen worden verteld door Dr. Watson. Er zijn echter ook verhalen die worden verteld door Holmes zelf, of in de derde persoon zijn geschreven.
De vier romans zijn:
- Een studie in rood (A Study in Scarlet, 1887)
- Het teken van de vier (The Sign of Four, 1890)
- De hond van de Baskervilles (The Hound of the Baskervilles, 1902)
- De vallei der verschrikking (The Valley of Fear, 1915)

De 56 korte verhalen zijn gebundeld in vijf boeken:
- De avonturen van Sherlock Holmes (The Adventures of Sherlock Holmes, 1892)
- De memoires van Sherlock Holmes (The Memoirs of Sherlock Holmes, 1894)
- De terugkeer van Sherlock Holmes (The Return of Sherlock Holmes, 1905)
- Zijn laatste buiging (His Last Bow, 1917)
- De dossiers van Sherlock Holmes (The Case-Book of Sherlock Holmes, 1927)

De romans A Study in Scarlet en The Valley of Fear bestaan uit twee delen. In het eerste deel wordt door Watson verteld hoe Holmes een moord oplost. In het tweede deel wordt door een anonieme verteller vervolgens dieper ingegaan op de voorgeschiedenis van deze zaak, waarvan Holmes noch Watson getuige was, en waaruit blijkt dat de moord een wraakneming was.
De verhalen verschenen over een periode van veertig jaar als feuilleton in het tijdschrift The Strand Magazine. Dit was in die tijd een populaire vorm van publiceren; ook Charles Dickens en Wilkie Collins schreven hun boeken op deze manier. De verhalen zijn ontstaan tussen 1878 en 1903, met een laatste verhaal in 1914.
Het korte verhaal The Red-Headed League bevat verwijzingen naar vrijmetselarij. Sir Arthur Conan Doyle was dan ook vrijmetselaar. De roman The Valley of Fear speelt zich af rondom een misdadige vrijmetselaarsloge. In A Study in Scarlet worden de mormonen als misdadig afgeschilderd.
Het personage Sherlock Holmes is in de loop der jaren door talloze andere auteurs gebruikt in verhalen. Deze worden echter niet beschouwd als officieel onderdeel van de canon.

### Film
Sherlock Holmes is de meest verfilmde fictieve figuur, met bijna 200 films over zijn avonturen. Dracula is de enige die in de buurt van dit record komt. Behalve in verfilmingen van de boeken en korte verhalen, komt het personage Sherlock Holmes ook geregeld voor in films die niet zijn gebaseerd op een van de verhalen geschreven door Conan Doyle.
De eerste film over Holmes is een one-reel film, Sherlock Holmes Baffled, gemaakt door de American Edison company in 1900. In de vroege jaren van de 20ste eeuw zijn veel soortgelijke films gemaakt, met name de 13 one en two-reel films van het Noorse Nordisk tussen 1908 en 1911. In 1911 maakte American Biograph een serie van 11 korte komedies gebaseerd op Holmes met Mack Sennett in de titelrol.
De volgende significante Holmesfilms werden geproduceerd door Stoll Films in Groot-Brittannië. Tussen 1921 en 1923 maakten zij in totaal 47 two-reelers met Eille Norwood in de hoofdrol.
In de animatiefilm van Disney genaamd The Great Mouse Detective (1986) imiteert het hoofdpersonage, de muis Basil of Baker Street (ingesproken door Barrie Ingham), de echte Sherlock Holmes (te zien in een silhouet, waarbij stemopnames zijn gebruikt van Basil Rathbone). 
Een komische verfilming kwam uit in 1988. In deze Without a Clue getitelde rolprent zijn de rollen omgedraaid: Sherlock Holmes (een rol van Michael Caine) is tamelijk dom en leunt volledig op de slimme dr. Watson (gespeeld door Ben Kingsley), die het eigenlijke speurwerk doet.
In 2009 ging de eerste Holmes-film van een nieuwe reeks in première, genaamd Sherlock Holmes, met in de hoofdrol Robert Downey jr. Een tweede deel, Sherlock Holmes: A Game of Shadows, ging in december 2011 in première. Een derde deel is gepland.
In 2015 ging de film Mr. Holmes in première. Met in de hoofdrol Ian McKellen, dit gaat over de 91-jarige Sherlock Holmes die een film over zichzelf ziet en erachter komt dat er allemaal leugens over hem verteld wordt. Op zijn oude dag gaat hij nog één laatste zaak oplossen voor hij sterft.
Henry Cavill speelt het personage in de film Enola Holmes (2020). In deze film speelt hij de oudere broer van de hoofdrolspeelster Enola (gespeeld door Millie Bobby Brown) en jongere broer van Mycroft (gespeeld door Sam Claflin). In het vervolgfilm Enola Holmes 2 (2022), speelt Henry Cavill wederom de rol van Sherlock Holmes.

#### Basil Rathbone als Holmes
De bekendste man die deze rol heeft gespeeld, is ongetwijfeld Basil Rathbone. Zijn Holmescarrière begon met The Hound of the Baskervilles en The Adventures of Sherlock Holmes (1939). Hierna kwam er een serie van twaalf films tussen 1942 en 1946, die in het heden waren gesitueerd en die Holmes tegenover de nazi's zette. Zijn populariteit kwam mede voort uit het feit dat hij leek op de man uit de illustraties uit de vroege publicaties van de verhalen.

### Televisie
Er zijn veel verschillende televisieversies gemaakt van de bekendere Sherlock Holmesverhalen, met name van The Hound of the Baskervilles. Velen vinden de versie van Granada Television, met Jeremy Brett als Holmes, het meest recht doen aan het origineel. Brett was van plan de gehele canon te verfilmen, maar doordat hij in 1995 onverwacht overleed, bleef de teller bij 41 steken. In deze serie werd Dr. Watson door twee acteurs gespeeld: David Burke en Edward Hardwicke.
Een animatieserie, Sherlock Holmes in the 22nd Century, stuurt Holmes naar de toekomst, en is het bewijs dat Holmes nog steeds tot de verbeelding blijft spreken.
In 2010 begon een nieuwe BBC-serie over Sherlock Holmes op de televisie, hetzelfde jaar nog uitgezonden op Nederland 1. Sherlock, geschreven door onder anderen Steven Moffatt (die ook hoofdschrijver was van Doctor Who op dat moment) plaatste Sherlock Holmes (Benedict Cumberbatch) en John Watson (Martin Freeman) in een hedendaagse wereld, met gebeurtenissen en technologie van nu. De schrijvers gebruikten details uit de canon, maar wisten deze op een creatieve manier te mixen tot iets nieuws. In Groot-Brittannië bleek deze formule een groot succes.
In 2012 creëerde CBS een nieuwe televisieserie over Sherlock Holmes, getiteld Elementary, waarschijnlijk uit de beroemde uitspraak van Holmes: "Elementary, my dear Watson" (hoewel deze uitspraak in geen een van de boeken van Doyle voorkomt). In deze serie is Holmes (Jonny Lee Miller) een Engelsman in het hedendaagse New York. Hij is net uit een afkickkliniek gekomen. Het karakter van Watson is hier vrouwelijk, gespeeld door Lucy Liu, die tijdelijk aangewezen is om ervoor te zorgen dat hij geen drugs gebruikt.
Behalve in series over het personage komt Holmes ook geregeld voor in andere televisieseries, meestal in een gastrol.

## Varia
Het personage Sherlock Holmes inspireerde ook andere auteurs bij het bedenken van slimme speurders, vooral toen de televisie eenmaal haar intrede zou doen, die hem echter als iconisch begrip niet zouden evenaren. In Frankrijk werd dit Maigret, die eerst bekend werd uit de vele boeken van Georges Simenon en later ook in een tv-serie, en in Duitsland Derrick en in de Verenigde Staten inspecteur Columbo.